# The Angelic Conversation
Pour plus de détails, voir Fiche technique et Distribution.
The Angelic Conversation est un essai cinématographique de 1985 réalisé par Derek Jarman. 
Il consiste en une juxtaposition d'images photographiques au ralenti et de sonnets de Shakespeare lus par Judi Dench. 
Les images représentent l'homosexualité et des paysages à travers lesquels deux hommes voyagent à leur gré. 

## Synopsis
Jarman lui-même a décrit son film comme :
« un monde de rêve, un monde de magie et de rituel, bien qu'il y ait des images de voitures brûlées et de systèmes radar, qui nous rappellent qu'il y a un prix à payer pour gagner ce rêve face à un monde de violence. »
Le film reprend quatorze sonnets de Shakespeare.

## Fiche technique
- Titre : The Angelic Conversation
- Réalisation : Derek Jarman
- Scénario :
- Musique : John Balance, Peter Christopherson et Stephen Thrower
- Photographie : Derek Jarman et James Mackay (en)
- Montage : Peter Cartwright et Cerith Wyn Evans
- Production : James Mackay (en)
- Société de production : Channel Four Films
- Pays :  Royaume-Uni
- Genre : Drame et expérimental
- Durée : 77 minutes
- Dates de sortie : 
  -  Royaume-Uni : août 1985 (Festival international du film d'Édimbourg)

## Distribution
- Dave Baby
- Timothy Burke
- Simon Costin
- Christopher Hobbs
- Philip McDonald
- Toby Mott
- Steve Randall
- Robert Sharp
- Tony Wood
- Judi Dench (Narratrice)
- Paul Reynolds
- Phillip Williamson